# Trebesinj
Trebesinj (cyr. Требесињ) – wieś w Czarnogórze, w gminie Herceg Novi. W 2011 roku liczyła 200 mieszkańców.